# Grammostola pulchripes
Grammostola pulchripes ist eine Vogelspinnen-Art, die in Paraguay und Argentinien verbreitet ist. 

## Merkmale
Die Grundfärbung der Spinne ist schwarz mit braunen bis ockerfarbenen längeren Haaren; so wirkt sie insgesamt braunschwarz. An den Patellen trägt sie je nach Population beige bis goldene Streifen, weswegen sie im Zoohandel hin und wieder auch als „Goldknievogelspinne“ bezeichnet wird.
Die Art gehört zu den so genannten „Bombardierspinnen“. Sie besitzt abstreifbare Brennhaare auf der zweiten Hälfte des Hinterleibs, die zum Auskleiden der Wohnröhren dienen und auch Schutz vor Fressfeinden bieten. Bei Gefahr streift die Spinne die Haare mit den Hinterbeinen ab. Die Brennhaare sind sehr fein und dicht. Durch Lichtbrechung wirken sie sehr metallisch.
Die im Frühjahr 2001 von Schmidt und Bullmer beschriebenen Exemplare sind männliche Tiere mit einer Körperlänge von vier Zentimeter. Gefunden wurden sie im Grenzgebiet zwischen Argentinien und Paraguay in der Nähe der Stadt Residencia. Vermutet wird, dass die Weibchen eine Körperlänge von bis zu acht Zentimeter erreichen können.

## Verhalten
Die Spinne gehört zu den bodenbewohnenden Arten. Sie gräbt Löcher ins Erdreich, kleidet diese mit Spinnseide aus, um dort die Brutpflege und die Häutung zu vollziehen, und zieht sich in kälteren Perioden in diese Wohnhöhlen zurück. Ausgewachsene Weibchen verbringen meistens ihr restliches Leben in ihrer Wohnhöhle und ernähren sich von Beutetieren, die in die Nähe der Höhle vorbeilaufen. Jüngere Tiere und Männchen streifen in der wärmeren Jahreszeit auf dem Boden umher und finden Unterschlupf unter Steinen, Wurzeln, Rindenstücken und Falllaub.

## Systematik
Ray Gabriel synonymisierte 2009 die von Schmidt und Bullmer 2009 als Grammostola aureostriata beschriebenen Art mit Grammostola pulchripes. 